# Клетсоп (округ, Орегон)
Шаблон:StateAbbr_ 46°01′ пн. ш. 123°43′ зх. д. / 46.01° пн. ш. 123.71° зх. д.
Округ  Клетсоп (англ. Clatsop County) — округ (графство) у штаті  Орегон, США. Ідентифікатор округу 41007.

## Історія
Округ утворений 1844 року.

## Демографія
За даними перепису 
2000 року 
загальне населення округу становило 35630 осіб, зокрема міського населення було 20976, а сільського — 14654.
Серед мешканців округу чоловіків було 17621, а жінок — 18009. В окрузі було 14703 домогосподарства, 9450 родин, які мешкали в 19685 будинках.
Середній розмір родини становив 2,88.
Віковий розподіл населення поданий у таблиці:
| Стать    | До 15 років | 15-21 | 22-29 | 30-39 | 40-49 | 50-65 | 65-85 | Понад 85 |
| -------- | ----------- | ----- | ----- | ----- | ----- | ----- | ----- | -------- |
| Чоловіки | 3444        | 2001  | 1501  | 2208  | 2904  | 3145  | 2189  | 229      |
| Жінки    | 3260        | 1769  | 1439  | 2196  | 3024  | 3194  | 2650  | 477      |

## Суміжні округи
- Пасифік, Вашингтон — північ
- Вакаєкум, Вашингтон — північ
- Колумбія — схід
- Вашингтон — південний схід
- Тілламук — південь

## Виноски
1. ↑  U.S. Decennial Census. United States Census Bureau. Архів оригіналу за 26 квітня 2015. Процитовано 25 лютого 2015.
2. ↑  Historical Census Browser. University of Virginia Library. Архів оригіналу за 11 Серпня 2012. Процитовано 25 лютого 2015.
3. ↑  Forstall, Richard L., ред. (27 березня 1995). Population of Counties by Decennial Census: 1900 to 1990. United States Census Bureau. Архів оригіналу за 19 Лютого 2015. Процитовано 25 лютого 2015.
4. ↑  Census 2000 PHC-T-4. Ranking Tables for Counties: 1990 and 2000 (PDF). United States Census Bureau. 2 квітня 2001. Архів оригіналу (PDF) за 18 Грудня 2014. Процитовано 25 лютого 2015.
5. ↑  State & County QuickFacts. United States Census Bureau. Архів оригіналу за 8 Липня 2011. Процитовано 14 листопада 2013.(англ.) Наведено за англійською вікіпедією.
6. ↑  American FactFinder. Бюро перепису населення США. Архів оригіналу за 29 липня 2011. Процитовано 31 січня 2008.

| США | Це незавершена стаття з географії США. Ви можете допомогти проєкту, виправивши або дописавши її. |